# Bóng đá tổng lực

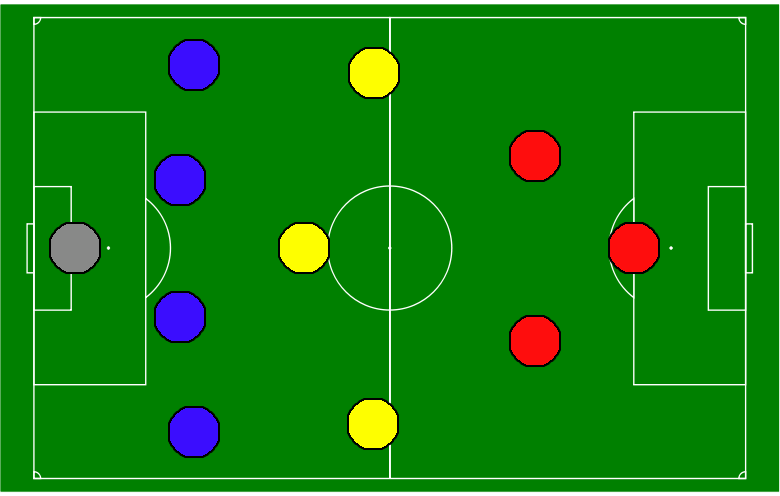
Total-Football

Bóng đá tổng lực (tiếng Hà Lan: totaalvoetbal) là một hệ thống chiến thuật trong bóng đá trong đó mọi cầu thủ trên sân đều có thể chuyển sang đảm nhận vai trò của bất cứ đồng đội nào. Khi một đội bóng áp dụng bóng đá tổng lực, lượng cầu thủ tham gia tấn công đông hơn (hậu vệ cũng có thể tham gia tấn công), lượng cầu thủ tham gia phòng ngự cũng đông hơn (tiền đạo cũng có thể tham gia vào phòng ngự) do đó tạo nên hiệu quả cao. Phương thức này được tìm ra bởi Huấn luyện viên nổi tiếng người Hà Lan Rinus Michels vào những năm cuối thập niên 1960 khi ông đang dẫn dắt Câu lạc bộ Ajax Amsterdam và Đội tuyển bóng đá quốc gia Hà Lan. Và Johan Cruyff cũng đã góp công lớn về việc phát triển chiến thuật bóng đá tổng lực này.